# Kütahya (provincie)
Kütahya is een provincie in Turkije. De provincie is 12.119 km² groot en heeft 656.903 inwoners (2000). De gelijknamige stad is de hoofdstad.

## Bestuurlijke indeling

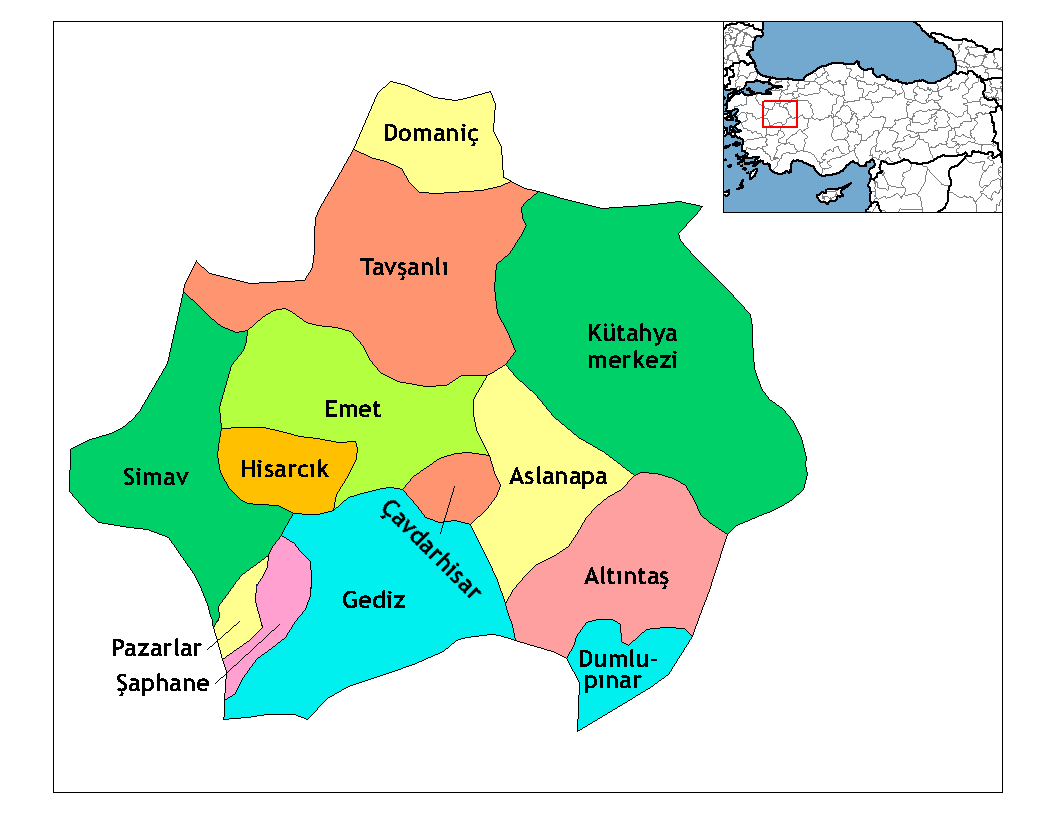
Districten van Kütahya

### Districten
De provincie bestaat uit de volgende 13 districten:
| - Altıntaş - Aslanapa - Çavdarhisar - Domaniç - Dumlupınar | - Emet - Gediz - Hisarcık - Kütahya - Pazarlar | - Şaphane - Simav - Tavşanlı |